# Hartmanice, Svitavy
Hartmanice là một làng thuộc huyện Svitavy, vùng Pardubický, Cộng hòa Séc.